# New Super Mario Bros. U
New Super Mario Bros. U (New スーパーマリオブラザーズ U Nyū Sūpā Mario Burazāzu Yū?) es un videojuego de plataformas de 2012 desarrollado y publicado por Nintendo como título de lanzamiento para Wii U. Es la secuela de New Super Mario Bros. Wii y la cuarta y última entrega de la serie New Super Mario Bros., tras New Super Mario Bros. 2. En el juego, el jugador asume el papel de Mario en su camino para rescatar a la Princesa Peach y su castillo de Bowser. También es la primera entrega de la serie Super Mario en presentar gráficos de alta definición; el juego conserva el modo multijugador cooperativo de la entrega anterior.
El desarrollo comenzó después del lanzamiento de New Super Mario Bros. Wii y se reveló en el E3 2011. Takashi Tezuka explicó que creó el juego para aprovechar la Wii U, presentando el modo Boost y la integración de Miiverse.
El juego recibió críticas generalmente positivas de los críticos que elogiaron su jugabilidad y gráficos, pero fue criticado por su atmósfera plana y poco interesante. El juego se convirtió en el tercer juego más vendido de Wii U y recibió un paquete de expansión llamado New Super Luigi U como parte de la campaña "El año de Luigi". Además, se lanzó una versión para Nintendo Switch llamada New Super Mario Bros. U Deluxe el 11 de enero de 2019 en todo el mundo, seguida de un lanzamiento para China el 10 de diciembre de 2019. Hasta marzo de 2025, el juego había vendido más de 24,07 millones de copias.

## Jugabilidad
New Super Mario Bros. U repite la jugabilidad de New Super Mario Bros. Wii con nuevas características y niveles. El objetivo de cada nivel es alcanzar la bandera de meta al final de cada nivel evitando enemigos y peligros. El juego se puede controlar con los Wii U Pro Controllers, los Wii Remotes o con el juego fuera de la televisión usando el Wii U GamePad, donde el juego se puede jugar únicamente en la pantalla del GamePad.Cuatro jugadores, cada uno de los cuales usa un controlador, juega como un personaje diferente: Mario, Luigi, Toad Amarillo y Toad Azúl. En la función "Boost Mode", un quinto jugador que usa el Wii U GamePad puede interactuar con el entorno, como colocar bloques que se puedan pisar o aturdir a los enemigos manteniéndolos presionados. Ciertos modos de juego también permiten a los jugadores jugar con sus propios personajes Mii personalizados. Bowser, Boom Boom, los Koopalings, Kamek y Bowser Jr. aparecen como los principales villanos del juego. Nabbit es un nuevo antagonista que es perseguido después de robar un objeto de Toad rojo. Una vez que atrapan a Nabbit, Toad recompensa con el artículo al jugador.
Junto con elementos que regresan como las flores de hielo y Yoshis, la ardilla voladora es un nuevo potenciador que permite a los jugadores deslizarse a través de largas distancias o descender lentamente por caminos verticales.y aferrarse al costado de las paredes.Además, los Yoshis Bebé son un objeto que puede llevar un jugador, y cada Yoshi Bebé tiene una habilidad especial que depende de su color, como inflarse en el aire o iluminar áreas oscuras.Algunos potenciadores más antiguos también tienen nuevas habilidades, como el Mini Champiñón que ahora permite a los jugadores correr por las paredes. New Super Mario Bros. U presenta un mapa grande que contiene todos los mundos y niveles del juego, similar al de Super Mario World. Algunos niveles tienen múltiples salidas que conducen a las diferentes áreas del mapa.
Dos nuevos modos de juego son "Modo Desafío" y "Boost Rush". El modo Desafío agrega restricciones y condiciones, como superar niveles con un temporizador breve. Boost Rush tiene lugar en un nivel de desplazamiento automático que aumenta en velocidad a medida que los jugadores recolectan monedas, con el objetivo de despejar el escenario lo más rápido posible. "Coin Battle" de New Super Mario Bros. Wii también regresa, y el jugador ahora puede personalizar las batallas con el GamePad para colocar las monedas y Star Coins en el campo. La Súper Guía, que toma el control del personaje del jugador y lo mueve automáticamente a través de un nivel, está disponible en caso de que el jugador haya fallado un nivel varias veces consecutivas. El juego utilizó originalmente el ahora desaparecido Miiverse, que permitía a los jugadores compartir comentarios sobre niveles particulares entre sí. 

## Trama
La Princesa Peach está cautiva en su castillo por Bowser, Bowser Jr. y los Koopalings, quienes invaden y usan un brazo mecánico gigante para arrojar lejos a Mario, Luigi y dos Toads. Mario y sus amigos ahora deben viajar a través de esta nueva tierra y regresar al castillo de Peach para salvarla. En el camino, se encuentran con siete Koopalings, cada uno de los cuales controla sus propios mundos, además de Kamek, Nabbit, Bowser Jr. y muchos enemigos menores como Goomba. Al conquistarlos, se acercan al castillo de Peach, que se ha transformado en un malvado reflejo de Bowser. Al derrotar a Bowser, el castillo vuelve a la normalidad. Mientras los héroes celebran, Bowser Jr. y los Koopalings intentan escapar, dejando atrás a Bowser. Se las arregla para saltar a la aeronave, pero su peso hace que se estrelle y se ven obligados a huir en el Koopayaso o Helikoopa de Bowser Jr.

## Desarrollo
El desarrollo de New Super Mario Bros. U comenzó poco después del lanzamiento de New Super Mario Bros. Wii y duró tres años. El juego, inicialmente titulado New Super Mario Bros. Mii, se reveló por primera vez en el E3 2011 como una de varias demostraciones técnicas que demostraban las capacidades de la Wii U. El estilo visual de la demostración duplicaba New Super Mario Bros. Wii, pero con gráficos de alta definición. y personajes Mii jugables junto a Mario y Luigi.Shigeru Miyamoto anunció más tarde que la demostración de Mario se lanzaría como un juego completo para el sistema y se demostraría en su forma revisada en el E3 2012.Allí, el nuevo juego, New Super Mario Bros. U, fue revelado como un juego de lanzamiento para la próxima consola Wii U.
El productor Takashi Tezuka explicó que había creado el juego para aprovechar el hardware de Wii U, centrándose en el GamePad, para el cual se creó Boost Mode. Explicó que los niveles se crearon para el modo de un jugador, sin pensar mucho en el modo multijugador durante la creación. No pensó demasiado en el diseño de niveles porque pensó que mantendría a los jugadores en una experiencia controlada y decidió mantenerlo más abierto. Se sentía cómodo dándole al jugador acceso abierto para colocar bloques.
Creando nuevos conceptos, Tezuka creó el traje de ardilla voladora para permitir el movimiento abierto en el aire. Sin embargo, lo mantuvo parcialmente limitado para evitar que el jugador lo usara en exceso. El potenciador se desliza horizontalmente para diferenciarlo del traje de hélice de New Super Mario Bros. Wii, que puede volar verticalmente. Los desarrolladores utilizaron un diseño de mapa de mundo abierto debido a la nostalgia por Super Mario World. Tezuka quería una función donde los jugadores pudieran interactuar en todo el mundo, por lo que se implementó la funcionalidad Miiverse. Añadió personajes Mii jugables para diferenciar a los jugadores en pantalla y gráficos en alta definición para ayudar a que cada personaje sea más reconocible.

## Legado

### New Super Luigi U
Para celebrar el Año de Luigi, Nintendo anunció el DLC conocido como New Super Luigi U el 14 de febrero de 2013.Aunque gran parte del contenido se reutiliza del juego base, las diferencias notables incluyen la ausencia de Mario y el papel de Luigi como personaje principal. Además de esto, Luigi tiene su salto de Super Mario Bros. 2 y el diseño general del nivel es más difícil en comparación con el juego base.El DLC se lanzó junto con una actualización del juego base el 20 de junio de 2013 y como disco independiente el 15 de agosto de 2013.Más tarde, el 1 de noviembre de 2013 se lanzó un paquete conocido como New Super Mario Bros. U + New Super Luigi U, junto con el conjunto Mario y Luigi U de la Wii U. Fue lanzado como juego independiente el 16 de octubre de 2015.

### New Super Mario Bros. U Deluxe
Se anunció un port mejorado para Nintendo Switch en el Nintendo Direct del 13 de septiembre de 2018 y se lanzó en todo el mundo el 11 de enero de 2019. Antes de su anuncio, habían surgido rumores de un port para Switch que indicaba que el juego se reharía e incluiría la campaña de New Super Luigi U, con un título pendiente de New Super Mario Bros. U Deluxe.El juego se actualizó a 1080p nativo en lugar de 720p y es compatible con HD Rumble en todo momento.Toadette y Nabbit se presentan como personajes jugables, el primero obtiene acceso a un nuevo power up llamado Super Corona y el segundo ahora se puede jugar en la campaña original en lugar de ser exclusivo del DLC de New Super Luigi U. Se puede elegir cualquier personaje en un solo jugador, en lugar de que Mario sea la única opción jugable. El Toad Azúl se cambió para ser una variación de color deL Toad Amarillo, los cuales ahora se conocen simplemente como Toad.También se eliminó el modo Boost, junto con sus desafíos asociados en el modo Desafío.

## Recepción
New Super Mario Bros. U  fue recibido positivamente por la crítica, principalmente por la jugabilidad. La revista GamesMaster lo llamó "una gran excusa para que las familias se reúnan alrededor del televisor y una tentadora visión del futuro HD de Mario". IGN afirmó que "el enfoque de Nintendo aquí logra un gran equilibrio en todas las áreas, desde la dificultad hasta el diseño, pasando por los enemigos y jefes". Joystiq comentó: "Hay una sensación de asombro nuevamente, de exploración y descubrimiento. No estoy del todo preparado para decir que New Super Mario Bros. U recupera completamente la chispa del apogeo del 2D de Mario, pero es un paso impresionante en la dirección correcta". Game Informer lo consideró el mejor juego de la serie New Super Mario Bros. y dijo que tenía "algunos de los niveles de NSMB más creativos que Nintendo haya creado". A muchos críticos les gusta el salto de los gráficos normales a HD y disfrutaron de las imágenes.GameSpot observó que "es un juego de plataformas desafiante, una excelente recreación de los mejores momentos de Mario y es la manera perfecta de iniciar el viaje de Nintendo hacia la alta definición". Destructoid afirmó que, sin embargo, no tiene tanto encanto como los juegos anteriores, los gráficos en alta definición eran una característica clave.
Giant Bomb fue un poco más crítico y señaló: "Todo acerca de New Super Mario Bros. U es bastante emocionante, excepto el juego en sí. ¿Es posible que este sea el mejor juego de la serie 'New' hasta la fecha, sin mencionar uno de los mejores? Los mejores juegos exclusivos de la Wii U del mercado, por defecto, y al mismo tiempo, ¿no son nada interesantes? Aparentemente sí. El juego está perfectamente bien hecho para lo que es, y me divertí mucho jugándolo en breves ráfagas aquí y allá. , pero en este punto la filosofía de diseño de la serie está empezando a dar el nombre de 'New Super Mario Bros.' cierto grado de ironía involuntaria".
New Super Mario Bros. U Deluxe también recibió críticas positivas, con una puntuación de 80 en el agregador de reseñas Metacritic.

### Ventas
A 31  de marzo de  2021, New Super Mario Bros. U  tiene ventas mundiales de 5,82 millones de unidades.
New Super Mario Bros. U Deluxe arrojó ventas de 455.006 copias físicas en su primer mes en Japón, superando a su homólogo de Wii U. A diciembre de 2019 se han vendido más de 747.589 copias físicas en Japóny en enero de 2021, se informó que las cifras de ventas japonesas habían superado el millón.Deluxe también debutó en lo más alto de las listas en el Reino Unido, con un 56% más de unidades en su primera semana que cuando se lanzó la versión de Wii U, y siguió siendo el juego más vendido en el Reino Unido en su segunda semana a la venta. A 30  de septiembre de  2023, se han vendido 16,7 millones de copias de Deluxe en todo el mundo, lo que lo convierte en uno de los juegos más vendidos en Nintendo Switch; ambas versiones del juego han vendido un total combinado de 22,52 millones de copias.